# داء الواقع الافتراضي
داء الواقع الافتراضي (بالإنجليزية: virtual reality sickness) هو حالة تحدث عند التعرض لبيئة افتراضية وتسبب أعراضًا مشابهة لأعراض داء الحركة.
أكثر الأعراض شيوعًا تشمل:
- شعور عام بعدم الارتياح
- إجهاد العين
- صداع
- شعور بامتلاء المعدة أو التوعك المعدي
- غثيان
- تقيؤ
- شحوب الوجه
- تعرّق
- تعب
- نعاس
- اضطراب في الإدراك المكاني
- لا مبالاة[3]

ومن الأعراض الأخرى: عدم الاستقرار في الوقوف أو المشي، والتقيؤ الجاف.
من الأسباب الشائعة لهذا الداء:
- انخفاض معدل الإطارات في العرض البصري
- التأخير في الاستجابة بين حركة المستخدم والصورة الظاهرة

- التباين بين تكيّف العين وتركيز الرؤية (وهو ما يُعرف بصراع التوافق والتقارب)[4][5]

ويختلف داء الواقع الافتراضي عن داء الحركة في أنه قد يحدث بسبب الإحساس البصري بالحركة الذاتية دون الحاجة إلى حركة حقيقية للجسم.
كما يختلف عن داء المحاكاة، حيث إن داء المحاكاة التقليدي يكون غالبًا مصحوبًا باضطرابات في حركة العين، بينما يتميز داء الواقع الافتراضي بشكل أساسي باضطراب في الإدراك والتوازن.

## الآثار
قد يكون لداء الواقع الافتراضي عواقب غير مرغوب فيها تتجاوز الأعراض المرضية نفسها. على سبيل المثال، أشار كراولي (1987) إلى أن مرض محاكاة الطيران قد يثبط الطيارين عن استخدام أجهزة المحاكاة، ويقلل من فعالية التدريب بسبب التشتت وتشجيع سلوكيات تكيفية غير مفيدة للأداء، مما يعرض سلامة الأرض أو الطيران للخطر عندما يغادر الطيارون المرضى والمشوشين المحاكاة.
قد تُتوقع عواقب مشابهة لأنظمة الواقع الافتراضي. رغم أن الأدلة على انخفاض الأداء بسبب داء الواقع الافتراضي محدودة، فإن الأبحاث تشير إلى أن هذا المرض يشكل عقبة كبيرة أمام استخدام الواقع الافتراضي، مما يدل على أنه قد يكون عائقًا أمام الاستخدام الفعّال لأدوات التدريب وإعادة التأهيل في الواقع الافتراضي. تم إجراء تقديرات لانتشار هذا المرض والأعراض الرئيسية له في دراسات متعددة.

## الأسباب
يعد داء الواقع الافتراضي مرتبطًا ارتباطًا وثيقًا بكل من داء المحاكاة ودوار الحركة. توفر نظرية تضارب الحواس إطارًا لفهم دوار الحركة؛ ومع ذلك، يمكن تطبيقها أيضًا لفهم داء الواقع الافتراضي بشكل أفضل وكيفية حدوثه، وهي تُستخدم بشكل شائع لهذا الغرض. تفترض نظرية تضارب الحواس أن المرض سيحدث عندما يكون إدراك الشخص للحركة الذاتية مبنيًا على مدخلات حسية غير متوافقة من النظام البصري، الجهاز الدهليزي، والمستقبلات الحسية غير الدهليزية، وبخاصة عندما تكون هذه المدخلات متعارضة مع توقعات الشخص بناءً على تجربته السابقة. عند تطبيق هذه النظرية على الواقع الافتراضي، يمكن تقليل الداء عندما تكون المدخلات الحسية التي تحفز الحركة الذاتية متوافقة مع بعضها البعض.
أحد العوامل الرئيسية التي تحفز داء الواقع الافتراضي هو وجود تباين في الحركة الظاهرة بين المحفزات البصرية والدهليزية. يحدث هذا التباين إذا كان هناك عدم تطابق بين ما ترسله العين والأذن الداخلية إلى الدماغ. وهذا هو السبب الأساسي في حدوث داء المحاكاة ودوار الحركة كذلك. في الواقع الافتراضي، ترسل العين أن الشخص يجري ويقفز عبر بعد معين، بينما ترسل الأذن أنه لا يحدث أي حركة وأن الجسم ثابت في مكانه. نظرًا لهذا التناقض بين العينين والأذنين، يمكن أن يحدث نوع من دوار الحركة.
تؤثر الصور المعروضة من سماعات الرأس المستخدمة في الواقع الافتراضي بشكل كبير على حدوث المرض. غالبًا ما تكون سرعة تحديث الصور على الشاشة غير كافية عندما يحدث داء الواقع الافتراضي. نظرًا لأن سرعة التحديث أبطأ من المعدل الذي يعالجه الدماغ، يحدث انفصال بين معدل المعالجة وسرعة التحديث، مما يتسبب في أن يشعر المستخدم بوجود خلل في الصورة على الشاشة. عندما لا تتطابق هاتين العنصرين، قد يعاني المستخدم من نفس الأعراض التي تحدث في دوار المحاكاة ودوار الحركة.
يمكن أن تتسبب دقة الرسوم المتحركة أيضًا في تجربة المستخدم لهذا الظاهرة. عندما تكون الرسوم المتحركة رديئة، يتسبب ذلك في نوع آخر من التناقض بين ما هو متوقع وما يحدث فعليًا على الشاشة. عندما لا تواكب الرسوم البيانية على الشاشة حركة رأس المستخدم، فإنها قد تؤدي إلى تحفيز نوع من دوار الحركة.
لا يتفق جميع العلماء مع نظرية تضارب الحواس. نظرية ثانية لدوار الحركة، والتي استخدمت أيضًا لشرح داء الواقع الافتراضي، هي نظرية عدم الاستقرار الوضعي. تفترض هذه النظرية أن دوار الحركة والأمراض المرتبطة به تحدث بسبب التكيفات الوضعيّة الضعيفة استجابةً للترابط غير المعتاد بين المحفزات البصرية والتنسيق الحركي. تظهر علامات مميزة لعدم الاستقرار الوضعي قبل ظهور الأعراض وتتنبأ بتطور الأعراض لاحقًا. يمكن لهذه النظرية أن تفسر بعض الحالات المفاجئة التي لم يحدث فيها دوار الحركة في وجود تضارب حسي.

## الجوانب التقنية
هناك عدة جوانب تقنية في الواقع الافتراضي يمكن أن تؤدي إلى حدوث المرض، مثل الحركة غير المتوافقة، وزاوية الرؤية، وعمق الحركة المتوازي، وزاوية المشاهدة. بالإضافة إلى ذلك، يمكن أن يزيد الوقت المستغرق في بيئة الواقع الافتراضي من ظهور الأعراض.
يمكن تعريف الحركة غير المتوافقة على أنها التباين بين حركة المحاكاة والحركة التي يتوقعها المستخدم. يمكن تحفيز دوار الحركة في الواقع الافتراضي عندما تتشابه ترددات الحركة غير المتوافقة مع تلك التي تحدث في دوار الحركة الحقيقي، مثل دوار البحر. يمكن تعديل هذه الترددات تجريبيًا، ولكنها أيضًا قد تنشأ نتيجة لأخطاء في النظام. بشكل عام، يؤدي زيادة مجال الرؤية إلى زيادة ظهور أعراض مرض المحاكاة. وقد أظهرت هذه العلاقة أنها منحنية، حيث تقترب الأعراض من الحد الأقصى عند مجالات رؤية تتجاوز 140 درجة.
تغيير مسافات الحركة المتوازية إلى تلك التي تقل عن المسافة بين عيني الإنسان في إعدادات المحاكاة متعددة الشاشات يمكن أن يؤدي إلى إجهاد عضلات العين، مثل الصداع، والإرهاق البصري، ورؤية غير واضحة. هناك تقارير أقل عن إجهاد عضلات العين على الشاشات الأصغر، ولكن معظم إعدادات المحاكاة التي تحتوي على تأثيرات الحركة المتوازية يمكن أن تؤدي إلى إجهاد العين، والتعب، وعدم الراحة العامة مع مرور الوقت.
لقد ثبت أن زاوية المشاهدة تزيد من أعراض المرض لدى المستخدمين، خاصة في الزوايا المتطرفة. على سبيل المثال، عندما يحتاج المستخدم إلى النظر لأسفل على مسافة قصيرة أمام قدميه الافتراضيتين. على عكس زاوية المشاهدة الأمامية، فإن الزاوية المتطرفة نحو الأسفل مثل هذه قد تؤدي إلى زيادة ملحوظة في المرض في بيئات الواقع الافتراضي.
يسهم الوقت الذي يقضيه الشخص في بيئة افتراضية في ظهور أعراض المرض بسبب زيادة تأثيرات التعب على المستخدم. تعتبر أعراض العين هي الأكثر شيوعًا بسبب وقت التفاعل، لكن طبيعة حركة المستخدم (مثل الحركة الكاملة للجسم مقابل حركة الرأس فقط) يُقترح أن تكون السبب الرئيسي للغثيان أو المرض البدني.

## تقنيات لتقليل مرض الواقع الافتراضي
وفقًا للعديد من الدراسات، يمكن أن يؤدي إدخال إطار مرجعي ثابت (خلفية بصرية مستقلة) إلى تقليل مرض المحاكاة. تظهر تقنية تسمى "أنسوم فيرتشواليس" أنفًا افتراضيًا كإطار مرجعي ثابت لارتداء نظارات الواقع الافتراضي.
تشمل التقنيات الأخرى لتقليل الغثيان محاكاة طرق الإزاحة التي لا تخلق أو تقلل من التباينات بين الجوانب البصرية وحركة الجسم، مثل الواقع الافتراضي على مستوى الغرفة، وتقليل الحركات التدويرية أثناء التنقل، وتقليل مجال الرؤية بشكل ديناميكي، والتليفزيونات الافتراضية، والحركة في الجاذبية الصفرية.
في يناير 2020، أصدرت الشركة الناشئة الفرنسية "بورودينغ رينغ"، المعروفة بنظاراتها ضد دوار الحركة، جهازًا إضافيًا ضد مرض الواقع الافتراضي. باستخدام شاشتين صغيرتين في مجال الرؤية المحيطية للمستخدم، يعرض الجهاز معلومات بصرية متسقة مع المدخلات الدهليزية، مما يتجنب الصراع الحسي.
تحفيز ردهوي جلفاني، الذي يخلق وهم الحركة من خلال التحفيز الكهربائي للنظام الدهليزي، هو تقنية أخرى يتم استكشافها من أجل التخفيف من التباين بين البصر والدهليز.
لتخفيف هذه الأعراض، تعد طرق مثل التكيف التدريجي مع الواقع الافتراضي، واستخدام العلاجات الطبيعية مثل الزنجبيل، وارتداء الأساور المضادة للضغط من أكثر الأساليب فعالية. كما يمكن أن تساعد الألعاب المصممة لتقليل دوار الحركة في الواقع الافتراضي في تقليل الغثيان وتحسين تجربة المستخدم.

## أحدث تكنولوجيا
مع تكامل الواقع الافتراضي في التيار السائد التجاري، بدأت تظهر مشكلات تتعلق بمرض الواقع الافتراضي في أجهزة الألعاب المزودة بشاشات رأسية. على الرغم من أن الأبحاث المتعلقة بالواقع الافتراضي عبر أجهزة رأسية للألعاب تعود إلى أوائل التسعينات، فإن الإمكانية لاستخدامه بشكل جماعي لم تتحقق إلا مؤخرًا. على الرغم من ذلك، فإن نظارات الواقع الافتراضي الحديثة تظهر أنها تتسبب في الحد الأدنى من مرض الواقع الافتراضي أو لا تتسبب فيه على الإطلاق.
بينما تُعرف بعض الميزات بأنها تساعد في التخفيف من مرض الواقع الافتراضي في شاشات الرأس، مثل اللعب أثناء الجلوس بدلاً من الوقوف، فقد وُجد أيضًا أن هذه الميزات تؤجل بداية المرض فقط، بدلاً من منعها تمامًا. وهذا يمثل مشكلة جوهرية، حيث أن هذا النوع من الواقع الافتراضي التفاعلي غالبًا ما يتطلب الوقوف أو المشي من أجل تجربة غامرة بالكامل. يزعم مختصو الواقع الافتراضي للألعاب أن هذا النوع من مرض الواقع الافتراضي هو مجرد مشكلة صغيرة، حيث يدعون أنه يختفي مع مرور الوقت (عدة أيام) من استخدام شاشات الرأس، ويربطونه بما يسمى "التأقلم مع البحر". ومع ذلك، فإن جذب المستخدمين إلى تجربة المرض لمدة عدة أيام مع الوعد "بالتغلب عليه على الأرجح" هو تحدٍ لمطوري تقنيات الألعاب ذات شاشات الرأس. أظهرت الاستطلاعات أن نسبة كبيرة من الناس لن تطور "قدمي الواقع الافتراضي"، لا سيما النساء. كما يجادل هؤلاء المطورون بأن الأمر يتعلق أكثر باللعبة الفردية التي يتم لعبها، وأن بعض جوانب الألعاب أكثر عرضة لإحداث مشكلات، مثل التغير في السرعة، وصعود السلالم، والقفز، وهي جميعها، للأسف، وظائف ألعاب شائعة في الأنواع السائدة.

## الاختلافات الفردية في القابلية للإصابة
يختلف الأفراد بشكل كبير في قابلية تعرضهم لمرض المحاكاة ومرض الواقع الافتراضي. فيما يلي بعض العوامل التي تساهم في مرض الواقع الافتراضي:
- العمر: تكون قابلية الإصابة بدوار الحركة في أعلى مستوياتها بين الأعمار من 2 إلى 12 عامًا. ثم تنخفض بسرعة حتى سن 21، وتستمر في الانخفاض بشكل أبطأ بعد ذلك. وقد تم اقتراح أن مرض الواقع الافتراضي قد يتبع نمطًا مشابهًا،[3] ولكن الأبحاث الحديثة تشير إلى أن البالغين الذين تزيد أعمارهم عن 50 عامًا قد يكونون أكثر عرضة لمرض الواقع الافتراضي مقارنة بالشباب.[10]

- استقرار الوضعية: تبين أن عدم الاستقرار الوضعي يزيد من القابلية للإصابة بدوار الحركة[40] الناتج عن المحفزات البصرية. كما يرتبط بزيادة القابلية للأعراض المرتبطة بالغثيان والتشويش في مرض الواقع الافتراضي.[41][3]

- عَتَبَة تَردُّد اندِماج الوميض: بما أن الوميض في العرض يرتبط بزيادة خطر الإصابة بمرض الواقع الافتراضي، فإن الأشخاص الذين لديهم عتبة منخفضة لاكتشاف الوميض قد يكونون أكثر عرضة للإصابة بمرض الواقع الافتراضي.[3]

- العرق: الآسيويون قد يكونون أكثر عُرضة للإصابة بدوار الواقع الافتراضي.[9] وتبدو النساء الصينيات أكثر عرضة للإصابة بدوار الواقع الافتراضي مقارنة بالنساء الأوروبيات الأميركيات والأفريقيات الأميركيات؛ وتشير الأبحاث إلى أنهن أكثر حساسية للدوار المرتبط بالحركة البصرية.[42] كما يبدو أن سكان التبت وشمال شرق الهند أكثر عرضة للإصابة بدوار الحركة مقارنة بالأشخاص من العرق القوقازي،[43] مما يشير إلى احتمال ارتفاع قابليتهم للإصابة بدوار الواقع الافتراضي أيضًا، نظرًا لأن القابلية للإصابة بدوار الحركة تُعد مؤشرًا على القابلية للإصابة بأنواع متعددة من الاضطرابات المرتبطة بالدوار.[9]

- التجربة مع النظام: يبدو أن المستخدمين يصبحون أقل عرضة للإصابة بمرض الواقع الافتراضي كلما زاد تعودهم على النظام. قد يحدث التكيف بسرعة تصل إلى التعرض الثاني للنظام.[44]

- النوع الاجتماعي: النساء أكثر عرضة من الرجال للإصابة بمرض الواقع الافتراضي.[45][46][47][48]قد يكون ذلك بسبب الفروقات الهرمونية،[45][47] أو لأن النساء لديهن مجال رؤية أوسع من الرجال،[45] أو لاختلافات في التعرف على إشارات العمق. أكثر النساء عرضة للمرض أثناء التبويض.[48] ورُبطت زاوية الرؤية الأوسع بزيادة في أعراض دوار الواقع الافتراضي.[49] وفي أبحاث أحدث، هناك بعض الخلاف حول ما إذا كان الجنس البيولوجي أو النوع الاجتماعي يُعد عاملاً واضحًا في تحديد القابلية للإصابة بدوار الواقع الافتراضي.[50][49]

- الصحة: يبدو أن قابلية الإصابة بمرض الواقع الافتراضي تزيد لدى الأشخاص الذين لا يكونون في حالتهم الصحية المعتادة، مما يشير إلى أن الواقع الافتراضي قد لا يكون مناسبًا للأشخاص الذين يعانون من حالات صحية سيئة، مثل التعب أو عدم الحصول على قسط كافٍ من النوم أو الإصابة بالمرض.

- القدرة على التدوير العقلي: يبدو أن تحسين القدرة على التدوير العقلي يقلل من قابلية الإصابة بمرض الواقع الافتراضي، مما يشير إلى أن تدريب المستخدمين على التدوير العقلي قد يقلل من معدل الإصابة بالمرض.[51][3]

- الاعتماد/الاستقلالية الميدانية: الاعتماد الميداني والاستقلالية الميدانية هو مقياس لنمط الإدراك. الأشخاص الذين لديهم اعتماد ميداني قوي يظهرون تأثيرًا قويًا للبيئة المحيطة على إدراكهم للشيء، بينما الأشخاص الذين يتمتعون باستقلالية ميدانية يظهرون تأثيرًا أقل للبيئة المحيطة. العلاقة بين الاعتماد/الاستقلالية الميدانية ومرض الواقع الافتراضي معقدة، ولكن يبدو أن الأشخاص الذين ليس لديهم ميل قوي نحو أحد الطرفين هم الأكثر عرضة للإصابة بالمرض.[9]

- حساسية دوار الحركة: الأشخاص الذين هم أكثر حساسية لدوار الحركة في الواقع هم أيضًا أكثر حساسية لمرض الواقع الافتراضي.[18]

## القياس
استبيان المرض الذاتي هو الأكثر استخدامًا لقياس مستوى المرض النفسي المرتبط بالواقع الافتراضي. يتكون من ستة عشر عنصرًا مرتبطًا بالمرض النفسي ويعتمد على طريقة تصنيف بسيطة لتقييم شدة الانزعاج.